# Neuenkirchen (Greifswald)
Neuenkirchen là một đô thị trong huyện Vorpommern-Greifswald (trước thuộc huyện Ostvorpommern), bang Mecklenburg-Vorpommern, miền bắc nước Đức.

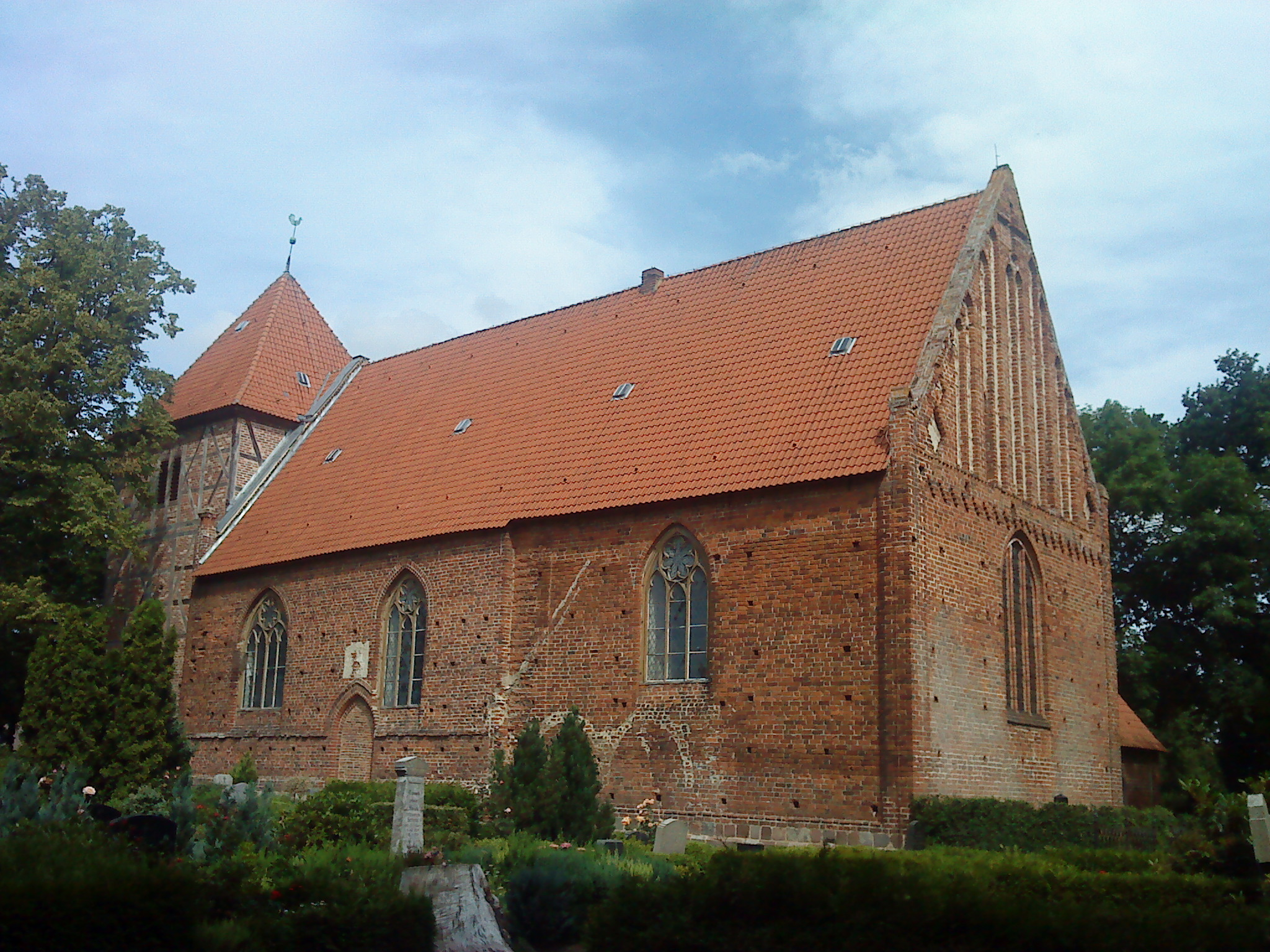
Church
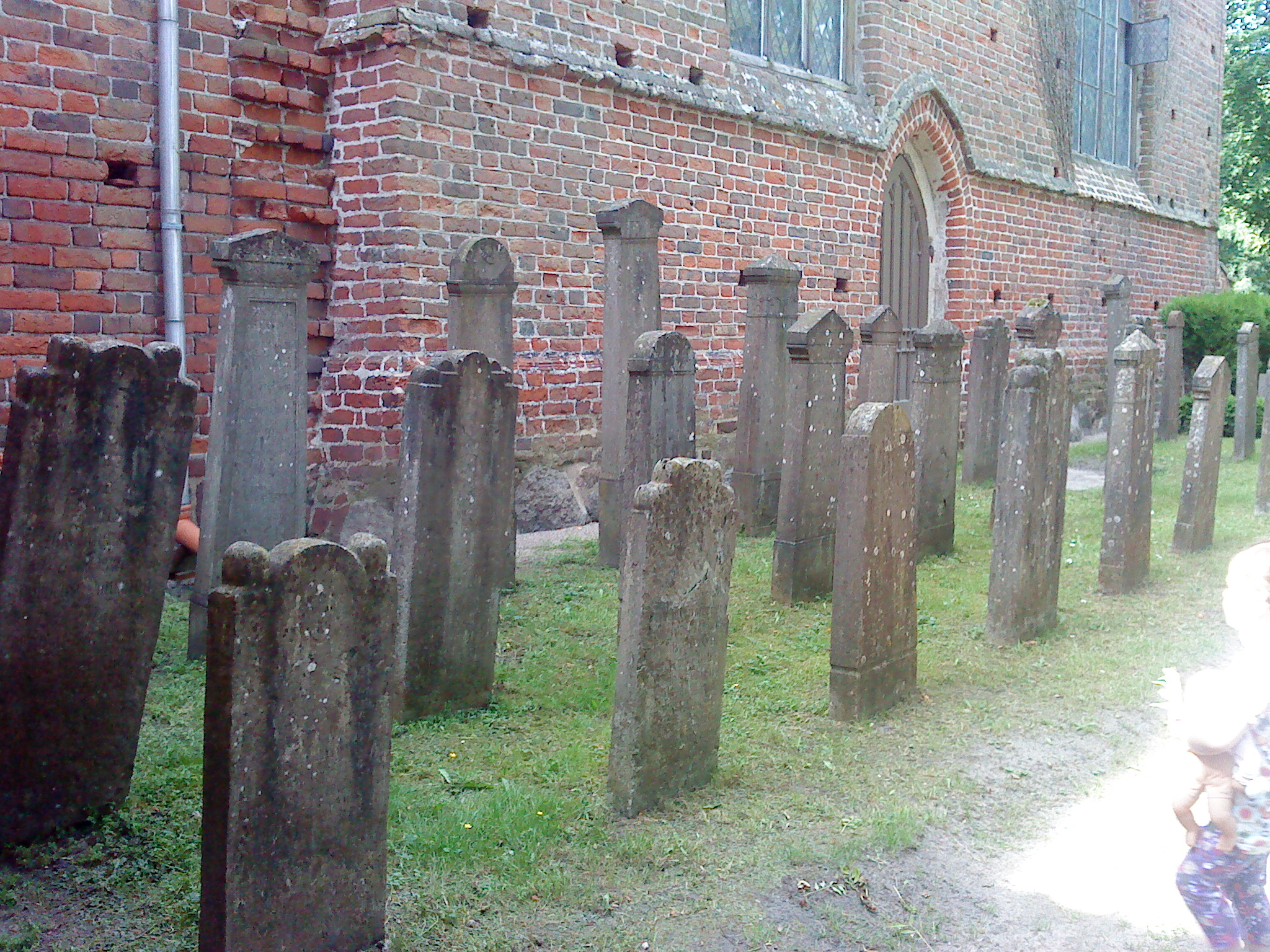
Tombstones at the church